# Монтегю, Элизабет
Элизабет Монтегю (2 октября 1718 — 25 августа 1800) — английский социальный реформатор, покровительница искусств, владелица салона, литературный критик и писательница, одна из создательниц и лидер общества «Синий чулок» («Blue stockings club»).

## Биография
Родилась в Йорке. Её родители, Роберт Дрейк и Сара Моррис, происходили из богатых семей с сильными связями с британским пэрством и интеллектуальной средой Англии того времени. Элизабет была старшей из трех  дочерей. Элизабет и ее сестра Сара, будущая писательница Сара Скотт. Когда они были детьми продолжительное время проводили с доктором Миддлтоном, поскольку оба родителя были заняты. Девочки изучали латынь, французский и итальянский языки, а также литературу. В детстве Элизабет и Сара были очень близки, но отдалились после того, как Сара заболела оспой.
Она вышла замуж за Эдварда Монтегю, богатого человека с высокими доходами, став тем самым одной из самых богатых женщин своей эпохи, а её дом стал центром интеллектуального общества Лондона второй половины XVIII века. Она использовала своё богатство (став наследницей значительного состояния и поместий мужа, умершего в 1775 году) для поддержки развития английской и шотландской литературы, строительства монастыря (в 1781 году) и помощи бедным.